# Dekmanca
Dekmanca (Duits: Deckmannsdorf) is een plaats in Slovenië en maakt deel uit van de gemeente Bistrica ob Sotli in de NUTS-3-regio Savinjska. De plaats telde 109 inwoners op 1 januari 2020.